# 伊瑟兒·馬紹爾
伊瑟兒·馬紹爾（英語：Ethel Marshall，1924年5月6日—2013年6月12日），美國前女子羽球運動員，因其機動性和擊球能力而聞名。
伊瑟兒·馬紹爾是一名在壘球和網球方面也表現出色的全能運動員，她連續七年贏得美國羽球女子單打冠軍（1947-1953年），其中最後一次比賽還擊敗了當時年僅十七歲的茱蒂·德夫林（婚後姓哈希曼）。她還在1952年和1956年與碧翠絲·馬斯曼一起贏得美國女子雙打冠軍，後面那一次還擊敗了剛贏得全英羽球錦標賽女子雙打冠軍的德夫林姐妹（茱蒂與蘇珊·德夫林）。她後來還有好幾次進入了美國女子雙打決賽，最後一次是在1974年她接近五十歲生日時。
伊瑟兒·馬紹爾是1957年優霸盃冠軍美國隊的成員，並在後來執教球隊。她繼續參加1980年代的比賽並贏得了許多全國分齡賽冠軍。1956年，她成為美國羽球名人堂（現名美國羽球星光大道）的第一批入選者。